# 小行星3774
小行星3774（英語：3774 Megumi）是一颗围绕太阳公转的小行星。1987年12月20日，小島卓雄在千代田发现了此天体。
这颗小行星的绝对星等为274.97872等。